# 38.ª edición de los Premios Óscar
La 38.ª edición de los Óscar premió a las mejores películas de 1965. Organizada por la Academia de Artes y Ciencias Cinematográficas y presentada por Bob Hope, tuvo lugar en el Santa Monica Civic Auditorium de Santa Mónica (Estados Unidos) el 18 de abril de 1966. Esta fue la primera edición de los premios que fue retransmitida en color en vivo.
Las dos películas más nominadas este año eran Sonrisas y lágrimas y Doctor Zhivago, cada una de ellas con diez nominaciones y cinco estatuílla, aunque la que se llevó los premios más importante fue la cinta de Robert Wise. Ambas películas figuran en la lista de las diez películas más taquilleras de la historia ajustada a inflación.
The Sound of Music fue la primera película desde Hamlet en ganar Mejor película sin tener nominación a su guionista (y que no repetiría hasta Titanic). Otelo se convirtió en la tercera película hasta la fecha en tener cuatro nominaciones en el apartado actoral sin tener el de mejor película. William Wyler recibió su última nominación a la Mejor dirección, sumando en total doce.

## Ganadores y nominados

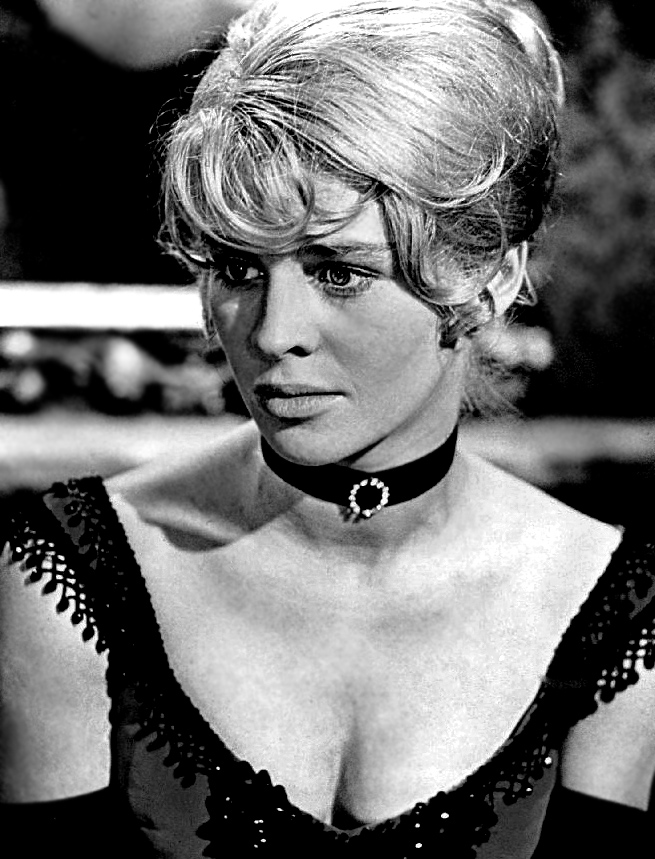
Julie Christie ganó el Óscar como mejor actriz por Darling.

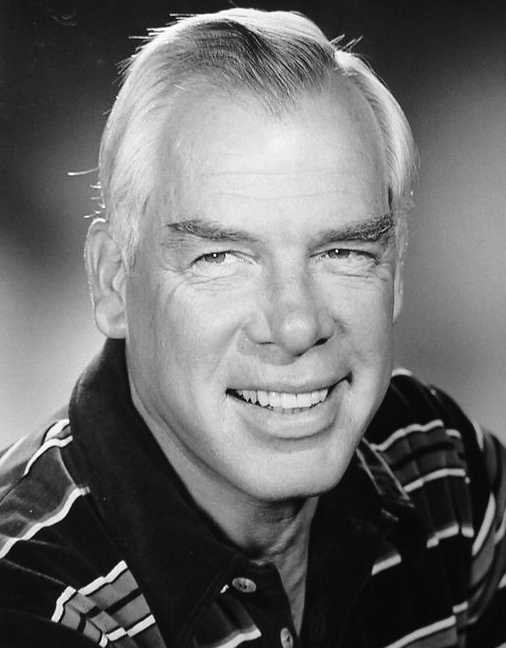
Lee Marvin ganó su único Óscar como mejor actor por La ingenua explosiva.

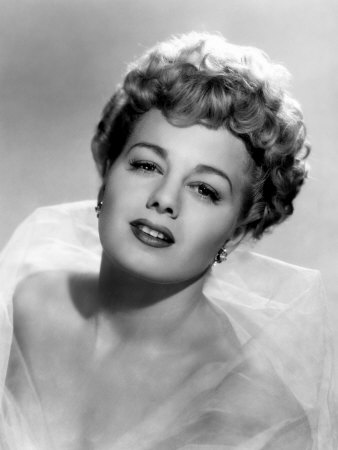
Shelley Winters ganó su segundo premio como mejor actriz de reparto por Un retazo de azul.

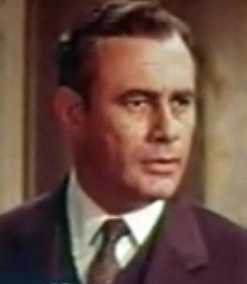
Martin Balsam ganó el Óscar al mejor actor de reparto por su actuación en El payaso de la ciudad.

Indica el ganador dentro de cada categoría.
| Mejor película Presentado por: Jack Lemmon The Sound of Music (Sonrisas y lágrimas) — Robert Wise, productor - Ship of Fools (El barco de los locos) — Stanley Kramer, productor - Darling — Joseph Janni, productor - A Thousand Clowns (El payaso de la ciudad) — Fred Coe, productor - Doctor Zhivago — Carlo Ponti, productor | Mejor dirección Presentado por: Shirley MacLaine Robert Wise — The Sound of Music (Sonrisas y lágrimas) - David Lean — Doctor Zhivago - John Schlesinger — Darling - Hiroshi Teshigahara — Suna no onna (La mujer de la arena) - William Wyler — The Collector (El coleccionista) |
| Mejor actor Presentado por: Julie Andrews Lee Marvin — Cat Ballou (La ingenua explosiva), como Kid Shelleen / Tim Strawn - Richard Burton — The Spy Who Came In from the Cold (El espía que surgió del frío), como Alec Leamas - Laurence Olivier — Othello (Otelo), como Otelo - Rod Steiger — The Pawnbroker (El prestamista), como Sol Nazerman - Oskar Werner — Ship of Fools (El barco de los locos), como el Dr. Wilhelm "Willi" Schumann | Mejor actriz Presentado por: Rex Harrison Julie Christie — Darling, como Diana Scott - Julie Andrews — The Sound of Music (Sonrisas y lágrimas), como Maria von Trapp - Samantha Eggar — The Collector (El coleccionista), como Miranda Grey - Elizabeth Hartman — A Patch of Blue (Un retazo de azul), como Selina D'Arcey - Simone Signoret — Ship of Fools (El barco de los locos), como La Condesa |
| Mejor actor de reparto Presentado por: Lila Kedrova Martin Balsam — A Thousand Clowns (El payaso de la ciudad), como Arnold Burns - Ian Bannen — The Flight of the Phoenix (El vuelo del Fénix), como "Ratbags" Crow - Tom Courtenay — Doctor Zhivago, como Pavel "Pasha" Antipov - Michael Dunn — Ship of Fools (El barco de los locos), como Carl Glocken - Frank Finlay — Othello (Otelo), como Yago | Mejor actriz de reparto Presentado por: Peter Ustinov Shelley Winters — A Patch of Blue (Un retazo de azul), como Rose-Ann D'Arcey - Ruth Gordon — Inside Daisy Clover (La rebelde), como Lucile Clover - Joyce Redman — Othello (Otelo), como Emilia - Maggie Smith — Othello (Otelo), como Desdémona - Peggy Wood — The Sound of Music (Sonrisas y lágrimas), como la Madre Abadesa |
| Mejor argumento y guion escritos directamente para la pantalla Presentado por: George Peppard y Joanne Woodward Darling — Frederic Raphael - Those Magnificent Men in their Flying Machines (Aquellos chalados en sus locos cacharros) — Jack Davies y Ken Annakin - Casanova 70 — Agenore Incrocci, Furio Scarpelli, Mario Monicelli, Tonino Guerra, Giorgio Salvioni y Suso Cecchi d'Amico - Les Parapluies de Cherbourg (Los paraguas de Cherburgo) — Jacques Demy - The Train (El tren) — Franklin Coen y Frank Davis | Mejor guion basado en material de otro medio Presentado por: George Peppard y Joanne Woodward Doctor Zhivago — Robert Bolt - Ship of Fools (El barco de los locos) — Abby Mann - Cat Ballou (La ingenua explosiva) — Walter Newman y Frank Pierson - The Collector (El coleccionista) — Stanley Mann y John Kohn - A Thousand Clowns (El payaso de la ciudad) — Herb Gardner |
| Mejor cortometraje Presentado por: Don Knotts y Elke Sommer The Chicken — Claude Berri - Fortress of Peace - Lothar Wolff - Skaterdater - Marshal Backlar y Noel Black - Snow - Edgar Anstey - Time Piece — Jim Henson | Mejor cortometraje animado Presentado por: Don Knotts y Elke Sommer The Dot and the Line: A Romance in Lower Mathematics - Chuck Jones y Les Goldman - Clay or the Origin of Species - Eliot Noyes, Jr. - The Thieving Magpie - Emanuele Luzzati |
| Mejor documental largo Presentado por: Milton Berle y Phyllis Diller The Eleanor Roosevelt Story - Sidney Glazier - The Battle of the Bulge... The Brave Rifles - Laurence E. Mascott - The Forth Road Bridge - Peter Mills - Let My People Go: The Story of Israel - Marshall Flaum - Mourir à Madrid - Frédéric Rossif | Mejor documental corto Presentado por: Milton Berle y Phyllis Diller To Be Alive - Francis Thompson - Mural on Our Street - Kirk Smallman - Nyitany - Mafilm Productions - Point of View - Vision Associates Productions - Yeats Country - Patrick Carey y Joe Mendoza |
| Mejor película de habla no inglesa Presentado por: Gregory Peck Obchod na Korze (La tienda de la Calle Mayor), de Ján Kadár y Elmar Klos ( Checoslovaquia) - Matrimonio all'italiana (Matrimonio a la italiana), de Vittorio de Sica (Italia) - Käre John (Querido John), de Lars-Magnus Lindgren (Suecia) - To Homa vaftike kokkino (Sangre en la tierra), de Vasilis Georgiadis (Grecia) - Kwaidan, de Masaki Kobayashi (Japón) | Mejor montaje Presentado por: Jason Robards The Sound of Music (Sonrisas y lágrimas) — William Reynolds - The Great Race (La carrera del siglo) — Ralph Winters - Doctor Zhivago — Norman Savage - Cat Ballou (La ingenua explosiva) — Charles Nelson - The Flight of the Phoenix (El vuelo del Fénix) — Michael Luciano |
| Mejor banda sonora – sustancialmente original Presentado por: James Coburn y Virna Lisi Doctor Zhivago — Maurice Jarre - The Greatest Story Ever Told (La historia más grande jamás contada) — Alfred Newman - Les Parapluies de Cherbourg (Los paraguas de Cherburgo) — Michel Legrand y Jacques Demy - A Patch of Blue (Un retazo de azul) — Jerry Goldsmith - The Agony and the Ecstasy (El tormento y el éxtasis) — Alex North | Mejor orquestación de música – adaptación o tratamiento Presentado por: James Coburn y Virna Lisi The Sound of Music (Sonrisas y lágrimas) — Irwin Kostal - The Pleasure Seekers (En busca del amor) — Lionel Newman y Alexander Courage - Cat Ballou (La ingenua explosiva) — Frank DeVol - A Thousand Clowns (El payaso de la ciudad) — Don Walker - Les Parapluies de Cherbourg (Los paraguas de Cherburgo) — Michel Legrand |
| Mejor canción original Presentado por: Natalie Wood «The Shadow of Your Smile» de The Sandpiper (Castillos en la arena); compuesta por Johnny Mandel y Paul Francis Webster - «The Sweetheart Tree» — The Great Race (La carrera del siglo); compuesta por Henry Mancini y Johnny Mercer. - «The Ballad of Cat Ballou» — Cat Ballou (La ingenua explosiva); compuesta por Jerry Livingston y Mack David. - «I Will Wait For You» — Les Parapluies de Cherbourg (Los paraguas de Cherburgo); compuesta por Michel Legrand y Jacques Demy. - «What's New Pussycat?» — What's New Pussycat? (¿Qué tal, Pussycat?); compuesta por Burt Bacharach y Hal David. | Mejor sonido Presentado por: Patty Duke y George Hamilton The Sound of Music (Sonrisas y lágrimas) — James P. Corcoran, Fred Hynes y los departamentos de Sonido de los estudios 20th Century Fox y Todd-AO - Doctor Zhivago — A. W. Watkins, Franklin Milton y los departamentos de sonido de los estudios Metro-Goldwyn-Mayer - The Agony and the Ecstasy (El tormento y el éxtasis) — James P. Corcoran y el departamento de sonido de los estudios 20th Century Fox - Shenandoah (El valle de la violencia) — Waldon O. Watson y el departamento de sonido de los estudios Universal City - The Great Race (La carrera del siglo) — George R. Groves y el departamento de sonido de los estudios Warner Bros. |
| Mejor fotografía - Blanco y negro Presentado por: Richard Johnson y Kim Novak Ship of Fools (El barco de los locos) — Ernest Lazslo - King Rat — Burnett Guffey - Morituri — Conrad Hall - In Harm's Way (Primera victoria) — Loyal Griggs - A Patch of Blue (Un retazo de azul) — Robert Burks | Mejor fotografía - Color Presentado por: Richard Johnson y Kim Novak Doctor Zhivago — Freddie Young - The Great Race (La carrera del siglo) — Russell Harlan - The Greatest Story Ever Told (La historia más grande jamás contada) — William C. Mellor y Loyal Griggs - The Sound of Music (Sonrisas y lágrimas) — Ted McCord - The Agony and the Ecstasy (El tormento y el éxtasis) — Leon Shamroy |
| Mejor dirección de arte - Blanco y negro Presentado por: Warren Beatty y Debbie Reynolds Ship of Fools (El barco de los locos) — Robert Clatworthy y Joseph Kish - El espía que surgió del frío — Hal Pereira, Tambi Larsen, Edward Marshall y Josie MacAvin - King Rat — Robert Emmet Smith y Frank Tuttle - A Patch of Blue (Un retazo de azul) — George Davis, Urie McCleary, Henry Grace y Charles Thompson - The Slender Thread (La vida vale más) — Hal Pereira, Jack Poplin, Robert Benton y Joseph Kish | Mejor dirección de arte - Color Presentado por: Warren Beatty y Debbie Reynolds Doctor Zhivago — John Box, Terry Marsh y Dario Simoni - The Agony and the Ecstasy (El tormento y el éxtasis) — John DeCuir, Jack Martin Smith y Dario Simoni - The Greatest Story Ever Told (La historia más grande jamás contada) — Richard Day, William Creber, David Hall, Ray Moyer, Fred MacLean y Norman Rockett - Inside Daisy Clover (La rebelde) — Robert Clatworthy y George James Hopkins - The Sound of Music (Sonrisas y lágrimas) — Boris Leven, Walter Scott y Ruby Levitt |
| Mejor diseño de vestuario - Blanco y negro Presentado por: Lana Turner Darling — Julie Harris - Ship of Fools (El barco de los locos) — Bill Thomas y Jean Louis - Morituri — Moss Marbry - A Rage to Live (Vida sin freno) — Howard Shoup - The Slender Thread (La vida vale más) — Edith Head | Mejor diseño de vestuario - Color Presentado por: Lana Turner Doctor Zhivago — Phyllis Dalton - The Greatest Story Ever Told (La historia más grande jamás contada) — Vittorio Nino Novarese y Marjorie Best - The Sound of Music (Sonrisas y lágrimas) — Dorothy Jeakins - Inside Daisy Clover (La rebelde) — Edith Head y Bill Thomas - The Agony and the Ecstasy (El tormento y el éxtasis) — Vittorio Nino Novarese |
| Mejor efectos de sonido Presentado por: Yvette Mimieux The Great Race (La carrera del siglo) — Tregoweth Brown - Von Ryan's Express (El coronel Von Ryan) — Walter Rossi | Mejores efectos visuales Presentado por: Dorothy Malone Thunderball (Operación Trueno) — John Stears - The Greatest Story Ever Told (La historia más grande jamás contada) — J. McMillan Johnson |

### Óscar honorífico
- Bob Hope "por su único y distinguido servicio a la industria y a la Academia".

### Premio Memorial Irving G. Thalberg
- William Wyler

### Premio Humanitario Jean Hersholt
- Edmond L. DePatie

## Premios y nominaciones múltiples
| Película                                                            | Nominaciones | Premios |
| ------------------------------------------------------------------- | ------------ | ------- |
| The Sound of Music (Sonrisas y lágrimas)                            | 10           | 5       |
| Doctor Zhivago                                                      | 10           | 5       |
| Darling                                                             | 5            | 3       |
| Ship of Fools (El barco de los locos)                               | 8            | 2       |
| The Great Race (La carrera del siglo)                               | 5            | 1       |
| Cat Ballou (La ingenua explosiva)                                   | 5            | 1       |
| A Patch of Blue (Un retazo de azul)                                 | 5            | 1       |
| A Thousand Clowns (El payaso de la ciudad)                          | 4            | 1       |
| The Sandpiper (Castillos en la arena)                               | 1            | 1       |
| Thunderball (Operación Trueno)                                      | 1            | 1       |
| Obchod na Korze (La tienda de la Calle Mayor)                       | 1            | 1       |
| The Greatest Story Ever Told (La historia más grande jamás contada) | 5            | 0       |
| The Agony and the Ecstasy (El tormento y el éxtasis)                | 5            | 0       |
| Othello (Otelo)                                                     | 4            | 0       |
| Les Parapluies de Cherbourg (Los paraguas de Cherburgo)             | 4            | 0       |
| The Collector (El coleccionista)                                    | 3            | 0       |
| Inside Daisy Clover (La rebelde)                                    | 3            | 0       |
| The Flight of the Phoenix (El vuelo del Fénix)                      | 2            | 0       |
| King Rat                                                            | 2            | 0       |
| Morituri                                                            | 2            | 0       |
| The Slender Thread (La vida vale más)                               | 2            | 0       |